# Selaginella sarmentosa
Selaginella sarmentosa là một loài dương xỉ trong họ Selaginellaceae. Loài này được A. Braun mô tả khoa học đầu tiên năm 1858.
Danh pháp khoa học của loài này chưa được làm sáng tỏ. 